# Кровавый навет в Дейр-Ясине
«Кровавый навет в Дейр-Ясине: „Черная книга“» (ивр. עלילת דם בדיר יאסין - הספר השחור‎) — книга израильского военного историка доктора Ури Мильштейна, в которой он утверждает, что события, которые произошли в арабской деревне Дейр-Ясин 9 апреля 1948 года, не были «резней», и обвиняет левое руководство ишува того периода в использовании и в соучастии в распространении ложных сообщений о происшедшем с целью дискредитировать своих политических соперников справа. Книга была издана на иврите в 2007 году и получила награду организации «Орден Жаботинского», идеологически связанной с правой израильской партией «Ликуд».

## Критикуемая версия событий
Согласно Мильштейну, ложная версия событий (т.е. «кровавый навет») состоит в следующем:
1) Деревня Дейр-Ясин, расположенная к западу от Иерусалима, около квартала Гиват-Шауль, якобы была мирной и тихой. У деревни был «договор о ненападении» с Гиват-Шаулем. Жители Дейр-Ясина якобы не участвовали в антиеврейских акциях во время начального этапа войны за Независимость (ноябрь 1947 — май 1948). Поэтому, у евреев не было никаких оснований атаковать деревню и изгонять её жителей.

2) Иргун и Лехи якобы атаковали деревню без разрешения какого-либо официального органа ишува. Нападение не отвечало еврейским интересам.

3) Во время боя якобы были убиты женщины, дети и старики, не представлявшие опасности для нападавших.

4) После боя оставшиеся жители якобы были отведены в близлежащий карьер и там расстреляны.

5) «Иргун» и «Лехи» якобы убили в общей сложности 254 человека. 
Согласно данным значительного количества специалистов (включая и самого Мильштейна в его предыдущих работах), количество погибших, в результате атаки арабской деревни Дейр-Ясин в окрестностях Иерусалима силами организаций «Иргун» и «Лехи», составило чуть более 100 человек, в значительной части — мирного населения.

## Версия событий согласно Мильштейну
Мильштейн считает, что многие составляющие принятой версии являются ложными:
- Согласно Мильштейну, деревня Дейр-Ясин не была мирным населенным пунктом. Она была центром, использовавшимся во время Арабо-израильская войны 1947—1949 годов в качестве базы для подразделений арабских нерегулярных сил, нападавших на Еврейский квартал в Старом городе Иерусалима.
- Мильштейн пишет, что нападение на Дейр-Ясин было включено в план «Операции Нахшон» «Еврейского агентства» и «Хаганы», целью которой был прорыв арабской блокады Иерусалима, препятствовавшей доставке продовольствия и воды для евреев города. В финальной части штурма Дейр-Ясина принимал участие отряд «Пальмах». Таким образом, согласно Мильштейну, организации «Иргун» и «Лехи», атаковавшие Дейр-Ясин, действовали не по собственной инициативе.
- Он пишет, что не было никакой «резни» после боя — ни в карьере, ни ещё где-либо, и указывает, что убийство женщин и детей не входило в намерения организаций «Иргун» и «Лехи», а явилось следствием трудностей ведения боя на застроенной территории, приводящего к жертвам среди её жителей. По мнению Мильштейна:

«Превращение этого боя в миф о „резне“ не позволило провести тщательное армейское расследование и сделать соответствующие выводы. Это стало одной из причин того, Армия обороны Израиля (АОИ) не была подготовлена к таким боям, вплоть до операции в Дженине в 2002 году и во время Второй ливанской войны.»
- Мильштейн пишет, что, согласно арабским источникам, погибло около 100 человек, что значительно меньше числа в 254 жертв, о котором первоначально сообщили «Еврейское агентство» и международная пресса после атаки[11], и которое до сих пор используется некоторыми (в том числе и израильскими) источниками[12].

Ури Мильштейн также пишет в своей книге о том, что Давид Бен-Гуриону было прекрасно известно, что никакой «резни» в Дейр-Ясине не было. Он, как председатель Правления «Еврейского агентства», отвечавший за вопросы обороны в Агентстве, «знал о запланированном нападении «Иргуна» и «Лехи» на деревню, санкционировал её, и получил сразу же рапорт о происходившем […] командующего всеми силами ишува в Иерусалиме Давида Шалтиэля». Он также «получил полный отчет о Дейр-Ясине и от внедренного в «Лехи» агента «Хаганы» Шимона Муниты, который принимал участие в бою». Тем не менее, Бен-Гурион молчал об этом до самой своей смерти в 1973 году, несмотря на то, что ещё в начале 1950-х он устно подтвердил агенту Шимону Муните, что он ему известна правда о происшедшем.

Таким образом, согласно Мильштейну, Бен-Гурион и его окружение использовали бой в Дейр-Ясине в своих политических целях, чтобы дискредитировать противников своей левой партии «МАПАЙ» — правые организации «Иргун» и «Лехи», и не допустить участие их руководителей (особенно, командира «Иргуна» Менахема Бегина) в формировании первого правительства будущего государства, а их членов — на командные должности в создаваемой Армии обороны Израиля. Лозунгом партии «МАПАЙ» на первых выборах в Кнессет, стало «Без партии „Херут“ (наследница „Иргуна“) и без партии „МАКИ“ (коммунисты)». Как пишет Мильштейн:
«Так они приравняли бойцов подполья, изгнавших англичан из страны, к агентам Советского Союза».
Он также отмечает роль руководителей АОИ, военных историков и академических кругов, СМИ в формировании и сохранении «мифа о Дейр-Ясине», с помощью которого и ему подобных «Бен-Гурион и его друзья „промывали мозги“ гражданам Эрец-Исраэль».
Даже в 2002 году, по требованию депутата кнессета Нооми Хазан от крайне-левой партии Мерец, командование АОИ запретило бывшему члену организации «Лехи» Эзре Яхину впредь выступать перед солдатами армии, поскольку он заявлял в своих лекциях, что никакой резни в Дейр-Ясине не было.

## Дискуссия
Книга и её автор стали предметом некоторых дискуссий в Израиле. Меир Паиль, доктор военной и общей истории, давний оппонент Ури Мильштейна, связанный с левым политическим лагерем Израиля, утверждает, что книга является «совершенно необоснованной» и «дешевой пропагандой израильских правых».. При этом, ряд источников подвергает сомнению как свидетельства самого Паиля о событиях в Дейр-Ясине, так и достоверность его утверждений о присутствии там.
Сам Ури Мильштейн является спорной фигурой в Израиле и за рубежом. С одной стороны, он считается одним из наиболее осведомленных людей в истории Войны за независимость. Мильштейн уже опубликовал первые четыре тома из 11 планируемых в серии истории этой войны. С другой стороны, его «иконоборческие» взгляды, особенно утверждения о том, что Ицхак Рабин — почитаемый израильский военный лидер и бывший премьер-министр, «бежал с поля боя после нервного срыва», сделали его изгоем в израильских научных кругах.